# Galleywood
Galleywood – wieś w Anglii, w hrabstwie Essex, w dystrykcie Chelmsford. Leży 5 km na południe od miasta Chelmsford i 47 km na północny wschód od Londynu. Miejscowość liczy 5757 mieszkańców.